# DialogOS
DialogOS ist eine grafische Entwicklungsumgebung für Dialogsysteme, das heißt Computersysteme, die per Spracheingabe und Sprachausgabe mit Menschen kommunizieren. Das Programm wurde zunächst kommerziell entwickelt und vertrieben von der CLT Sprachtechnologie GmbH. Seit 2018 wird es als Open-Source-Software weiterentwickelt.
Neben der Integration von Spracherkennung und Sprachausgabe hat DialogOS eine Programmierschnittstelle, um externe Geräte in das Dialogsystem einzuklinken. Im Lieferumfang enthalten ist eine Einbindung für den LEGO Mindstorms NXT. Mit ein wenig Java-Kenntnissen kann man sich auch eine Brücke zu beliebigen anderen Softwaremodulen oder externer Hardware programmieren.
DialogOS wird unter anderem an Schulen und Universitäten im Informatikunterricht eingesetzt, um Grundzüge der Mensch-Maschine-Kommunikation und des Dialog-Designs zu vermitteln.

## Mindstorm NXT Unterstützung
DialogOS kann Roboter der LEGO Mindstorms NXT Serie direkt ansteuern. Aus DialogOS sind folgende NXT Sensoren direkt benutzbar:
- Geräuschsensor
- Ultraschallsensor
- Druckkontaktsensor
- Lichtsensor